# ВВС 2-й ударной армии
Военно-воздушные силы 2-й ударной армии (ВВС 2 УдА) — оперативное авиационное формирование времен Великой Отечественной войны.

## Формирование
ВВС 2-й ударной армии начали формирование 24 октября 1941 года на основе придания авиационных частей одновременно с формированием 2-й ударной армии в составе резерва Ставки ВГК в Приволжском военном округе (МАССР, ЧАССР и другие субъекты РСФСР) на базе частей и соединений 26-й армии. В состав ВВС 26-й армии к тому периоду времени входил 704-й легкобомбардировочный авиационный полк, который вошел в состав ВВС 2-й ударной армии.
18 декабря 1941 года армия была включена в Волховский фронт и начала развёртываться в районе Зеленщина, Малая Вишера, Новая, Посад, Вычерема, Мощаница, штаб армии расположился в Фалькове. 25 декабря 1941 года армия переименована во 2-ю ударную армию.

## Расформирование
ВВС 2-й ударной армии 20 июля 1942 года были расформированы в связи с пересмотром планов Ставки на применение авиации в боевых действиях и с сосредоточением авиационных частей и соединений в составе воздушных армий.

## В действующей армии
В составе действующей армии:
- с 25 декабря 1941 года по 20 июля 1942 года.

## Командующий ВВС 2-й ударной армии
Командующий ВВС 2-й ударной армии — Генерал-майор авиации Белишев Михаил Александрович, с 26 сентября 1942 года попал в плен, арестован 28 декабря 1945 года, осужден Военной коллегией Верховного суда СССР по обвинению в сдаче врагу в плен без сопротивления, измене Родине с переходом на службу к немцам в лагерную администрацию, где занимался предательством военнопленных, пытавшихся бежать из лагерей, за выдачу военных секретов противнику. Приговорен к расстрелу 26 августа 1950 года. Приговор приведен в исполнение 26 августа 1950 года. Реабилитирован 4 июля 1957 года определением Военной коллегии Верховного суда СССР.

## В составе объединений
| Дата          | Фронт (округ)       | Группа войск                                               |
| ------------- | ------------------- | ---------------------------------------------------------- |
| 24.10.1941 г. | Ставка ВГК          |                                                            |
| 18.12.1941 г. | Волховский фронт    |                                                            |
| 21.04.1942 г. | Ленинградский фронт | Группа войск Волховского направления Ленинградского фронта |
| 01.06.1942 г. | Ленинградский фронт | Волховская группа войск                                    |
| 08.06.1942 г. | Волховский фронт    |                                                            |
| 20.07.1942 г. | Волховский фронт    |                                                            |

## Части ВВС армии
За весь период своего существования боевой состав ВВС армии претерпевал изменения, в различное время в её состав входили:
| Период                  | Наименование частей                                     | Примечание                                                          |
| ----------------------- | ------------------------------------------------------- | ------------------------------------------------------------------- |
| 25.12.1941 — 01.02.1942 | 121-й скоростной бомбардировочный авиационный полк      | СБ, передан в состав ВВС 4-й армии                                  |
| 25.12.1941 — 14.07.1942 | 522-й истребительный авиационный полк                   | ЛаГГ-3, выведен на доукомплектование в 14-й зиап                    |
| 25.12.1941 — 30.03.1942 | 657-й ночной бомбардировочный авиационный полк          | Р-5, переформирован в 657-й шап                                     |
| 25.12.1941 — 01.02.1942 | 658-й ночной бомбардировочный авиационный полк          | Р-Z, передан в состав ВВС 59-й армии                                |
| 01.01.1942 — 20.02.1942 | 156-й истребительный авиационный полк                   | ЛаГГ-3, выведен на доукомплектование во 2-й зиап                    |
| 25.12.1941 — 18.03.1942 | 704-й ночной бомбардировочный авиационный полк          | У-2, выведен на переформирование в Ижевск                           |
| 30.01.1942 — 26.03.1942 | 697-й ночной бомбардировочный авиационный полк          | У-2, переформирован в 697-й отдельный транспортный авиационный полк |
| 26.03.1942 — 16.04.1942 | 697-й отдельный транспортный авиационный полк           | У-2, переформирован в 844-й отдельный транспортный авиационный полк |
| 16.04.1942 — 01.07.1942 | 844-й отдельный транспортный авиационный полк           | У-2                                                                 |
| 30.01.1942 — 20.07.1942 | 696-й ночной бомбардировочный авиационный полк          | У-2, переформирован в 696-й отдельный смешанный авиационный полк    |
| 20.07.1942 — 01.02.1943 | 696-й отдельный смешанный авиационный полк              | У-2                                                                 |
| 06.02.1942 — 24.03.1942 | 185-й истребительный авиационный полк                   | МиГ-3, выведен на доукомплектование в 2-й зиап                      |
| 06.02.1942 — 08.06.1942 | 313-й штурмовой авиационный полк                        | Ил-2, передан в состав 1-й уаг                                      |
| 01.02.1942 — 28.02.1942 | 116-я отдельная разведывательная авиационная эскадрилья | 2 самолёта Пе-2 и 7 СБ, передана в состав ВВС Волховского фронта    |

## Участие в операциях и битвах
- Любанская наступательная операция — с 7 января 1942 года по 30 апреля 1942 года.